# چاه ذالک
چاه ذالک یک منطقهٔ مسکونی در ایران است که در دهستان درح واقع شده‌است. چاه ذالک ۶۰ نفر جمعیت دارد.